# Playa de La Concha de Artedo
La playa de La Concha de Artedo se encuentra en el concejo asturiano de Cudillero y pertenece a la localidad española de San Martín de Luiña. También está cerca de los pueblos de Lamuño y Artedo.

## Descripción
La playa tiene forma de concha, una longitud de unos 750-760 m y una anchura media de unos 50-55 m. Su entorno es residencial, con un grado de urbanización y la peligrosidad bajos. Las arenas finas y doradas pero tiene encima un lecho de grandes cantos rodados. Los accesos son peatonales o en coche hasta la misma playa y de fácil recorrido. Su entorno es residencial, con un grado medio de urbanización y ocupación alta.
La playa, que forma parte de la Costa Occidental de Asturias, está catalogada como Paisaje protegido, y además es ZEPA y LIC.
Para acceder a la playa hay que localizar el pueblo de Lamuño y en sus cercanías hay una señalización en la misma carretera N 634 indicándolo. Hay que recorrer unos 1 500 m hasta encontrarse con el río Uncín, que desemboca en la propia playa. Un poco más adelante está la playa.
En la misma playa, en una ensenada hay un cultivo controlado de algas marinas del género Palmaria que son comestibles. Hay que destacar la tranquilidad del agua. Tiene un camping próximo y la desembocadura, que se indicó, del río Uncín. Cerca de la playa camino a Cudillero por la costa está la Turbera de Las Dueñas que está declarado «Monumento Natural». Tiene servicio de vigilancia durante la época estival. Es conveniente saber que durante las horas de la pleamar la playa queda bajo las aguas.